# Corydoras potaroensis
Corydoras potaroensis är en fiskart som beskrevs av Myers 1927. Corydoras potaroensis ingår i släktet Corydoras och familjen Callichthyidae. Inga underarter finns listade i Catalogue of Life.